# Lluís Mas
Lluís Guillermo Mas Bonet (ur. 15 stycznia 1989 w Ses Salines) – hiszpański kolarz szosowy, zawodnik profesjonalnej grupy kolarskiej Movistar Team.

## Najważniejsze osiągnięcia
2004
- 2. miejsce w Mistrzostwach Hiszpanii Nowijuszy (ITT)

2007
- 1. miejsce w Trofeo Fernando Escartin
- 1. miejsce w Campo de Criptana
- 1. miejsce w Vuelta a les Comarces de Castello
  - 1. miejsce na etapie 2a
- 2. miejsce w Vuelta Ciclista Vegas de Granada
  - 1. miejsce na etapie 3a

2009
- 10. miejsce na Igrzyskach Śródziemnomorskich (ITT)

2011
- 7. miejsce w Mistrzostwach Świata U-23 (ITT)

2013
- 1. miejsce na 3. etapie Pla de Mallorca
- 1. miejsce w Festes Agost Campos
- 2. miejsce na Igrzyskach Śródziemnomorskich (ITT)
- 2. miejsce w Volta às Terras de Santa Maria Feira
  - 1. miejsce na 2. etapie
- 2. miejsce w Trofeu Festes de Sant Bartomeu
- 2. miejsce w Festes Maria Salut
- 4. miejsce w Tour of China
- 9. miejsce w Tour de Bretagne Cycliste

2014
- 6. miejsce w Tour d'Azerbaïdjan

2015
- Zwycięzca klasyfikacji sprinterskiej w Volta Ciclista a Catalunya
- Zwycięzca klasyfikacji Turkish Beauties w Presidential Cycling Tour of Turkey
  - 1. miejsce na 8. etapie

2017
- 1. miejsce w klasyfikacji sprinterskiej Vuelta al País Vasco

2018
- 1. miejsce w klasyfikacji sprinterskiej Volta Ciclista a Catalunya